# Symbol toledański (675)
Wyznanie wiary XI synodu w Toledo z 675 r. – jest to ostatni symbol okresu patrystycznego, ułożony pod silnym wpływem Symbolu atanazjańskiego. Był on dawniej traktowany jako bardzo wczesne wyznanie i przypisywano je Euzebiuszowi z Vercelli (283-371) (PL 12, 959-968). Obecnie uznaje się, że powstał w VII w. na synodzie w Toledo.
Tekst symbolu ma cel typowo doktrynalny: zapewnić właściwe rozumienie podstawowych prawd wiary. Są one ułożone według tradycyjnego podziału na część teoretyczno-teologiczną i na część poświęconą ekonomii Bożej wobec ludzkości, czyli opisującą Historię Zbawienia wraz z tajemnicą Wcielenia i Odkupienia. 
W wyznaniu tym Ojcowie XI synodu w Toledo wyjaśniają m.in. jak rozumieć Boże rodzicielstwo Maryi. Mówią o niej jako o świętej i niepokalanej -  (sancta et immaculata). To ostatnie określenie stało się wiele wieków później, w 1854 r., za pontyfikatu papieża Piusa IX katolickim dogmatem o Niepokalanym Poczęciu Maryi. Synod toledański mocno akcentuje też dziewictwo Maryi:

Wierzymy, że spośród tych trzech Osób jedynie Syn przybrał dla zbawienia rodzaju ludzkiego prawdziwe człowieczeństwo bez grzechu, ze świętej i niepokalanej Dziewicy, z której narodził się w nowym porządku i nowym narodzeniem. W nowym porządku, ponieważ niewidzialny jako Bóg stał się widzialny w ciele; nowym zaś urodzeniem zrodzony został dlatego, że nienaruszone dziewictwo, które złączenia z mężem nie zaznało, dostarczyło za przyczyną Ducha Świętego materii ciała. Tego narodzenia przez Dziewicę ani rozumem wyjaśnić, ani przykładem jakimś potwierdzić nie można. Gdyby je można było rozumem pojąć, przestałoby być przedziwnym; potwierdzone zaś przykładem nie byłoby jedynym. Wszakże z tego, że Maryja poczęła, będąc zacieniona przez Ducha Świętego, nie należy wnosić, że tenże Duch Święty jest Ojcem Syna. Równałoby się to twierdzeniu, że Syn ma dwóch Ojców, czego oczywiście mówić się nie godzi.

Dalej, w symbolu toledańskim wyjaśniona została relacja Maryi jako Bożej Rodzicielki do całej Trójcy Świętej. Przy okazji objawia się wizja antropologiczna symbolu - mowa jest o naturze ludzkiej Chrystusa jako o złożeniu dwóch substancji: ciała i duszy. Wyrażenie mówiące, że Maryja dostarczyła materii ciała Jezusowi pośrednio ukazuje też wiarę ojców synodu w to, że dusza jest przy poczęciu stwarzana przez Boga - w XX w. przypomni tę prawdę Pius XII w encyklice Humani Generis.
W tekście wyznania toledańskiego pobrzmiewa także augustyński temat przeznaczenia, gdy mowa jest, że Syn jako człowiek został, oprócz bycia zrodzonym z Maryi, także przeznaczony:

Również wierzymy, że Ojciec i Syn, i Duch Święty są jednej substancji (unius substantiae), nie twierdząc jednak, jakoby Maryja Dziewica stała się matką całej Trójcy, lecz tylko Syna, który sam jeden przybrał naszą naturę w jedności swojej osoby. 

Trzeba także wierzyć, że Wcielenia Syna Bożego dokonała cała Trójca, jako że jej dzieła są nierozdzielne. Jednakże sam tylko Syn „przyjął postać sługi” [Flp 2, 7] w pojedynczości osoby, a nie w jedności Boskiej natury; w tym, co jest właściwe Synowi, a nie w tym, co jest wspólne Trójcy. A postać tę włączył do jedności swej osoby, tak że Syn Boży i Syn człowieczy jednym są Chrystusem, to znaczy Chrystus, mając te dwie natury, składa się z trzech substancji: substancji Słowa, którą należy odnieść do istoty samego tylko Boga, oraz substancji ciała i substancji duszy, obu przynależnych prawdziwemu człowiekowi. 

Ma więc w sobie substancję dwojaką (gemina) — swojego Bóstwa i naszego człowieczeństwa. Wszakże dlatego, iż wyszedł od Boga Ojca bez początku, jest tylko narodzony, bo nie jest ani stworzony, ani przeznaczony. Przez wzgląd natomiast na fakt narodzenia się z Maryi Dziewicy należy wierzyć, że jest i urodzony, i stworzony, i przeznaczony. Przedziwne zaś są obydwa jego zrodzenia. Albowiem przed wiekami zrodzony został przez Ojca bez matki, natomiast z końcem wieków zrodzony został z matki bez ojca. A dalej, w swej Boskiej naturze On stworzył Maryję, w swej ludzkiej zaś naturze został stworzony z Maryi….